# Pelágio Parigot de Sousa
Pelágio Parigot de Sousa (Curitiba, 12 de março de 1912 — 2001) foi um médico e político brasileiro.
Filho de Pedro Viriato de Sousa e de Helena Parigot de Sousa. Casou com Yolanda Maravalhas.
Diplomado em medicina pela Universidade Federal do Paraná, em 1936.
Foi deputado à Assembleia Legislativa de Santa Catarina na 3ª legislatura (1955 — 1959).